# 塞斯泰罗尔
塞斯泰罗尔（法語：Cestayrols）是法国南部-比利牛斯大区 塔恩省的一个市镇，属于阿尔比区 盖拉克县。该市镇2009年时的人口 为466人。

## 人口
塞斯泰罗尔人口变化图示
| 数据来源：INSEE |